# Maltês (cão)
Maltês[Nota] também chamado de bichon maltês, é uma raça de cães de companhia de pequeno porte oriunda da região central do Mar Mediterrâneo, geralmente associada pelo nome a ilha de Malta. Porém, o país patrono da raça é a Itália.

## História
Embora sua origem seja controversa, reconhece-se a antiguidade da raça: de acordo com alguns historiadores, desenhos e esculturas datados de 4 000 a.C, mostram o cão maltês como inspiração. Sobre seu "local de nascimento", alguns afirmam ser o maltês um canino asiático, enquanto outros afirmam ser ele um nativo de Malta, sendo esta última a hipótese  mais  aceita. A despeito disso, os primeiros registros encontrados sobre esta raça datam da Europa do século XV,  quando teriam sido trazidos, provavelmente  da Ilha de Malta (República de Malta), sendo então usados por marinheiros como moeda de troca. Acredita-se ainda que tenham criado uma lenda curativa sobre o maltês, sendo fácil então, encontrar luvas feitas com seus pelos, por exemplo. A despeito disso, esta raça foi desenvolvida para tornar-se um cão de companhia, em princípio para a realeza europeia, como a Rainha Maria Stuart da Escócia, que o popularizou na Inglaterra. Saída da Europa e chegada ao Brasil, alcançou o ápice de sua popularidade em meio a esta nação em 2000, quando tornou-se uma das dez raças mais comuns do país.

## Características

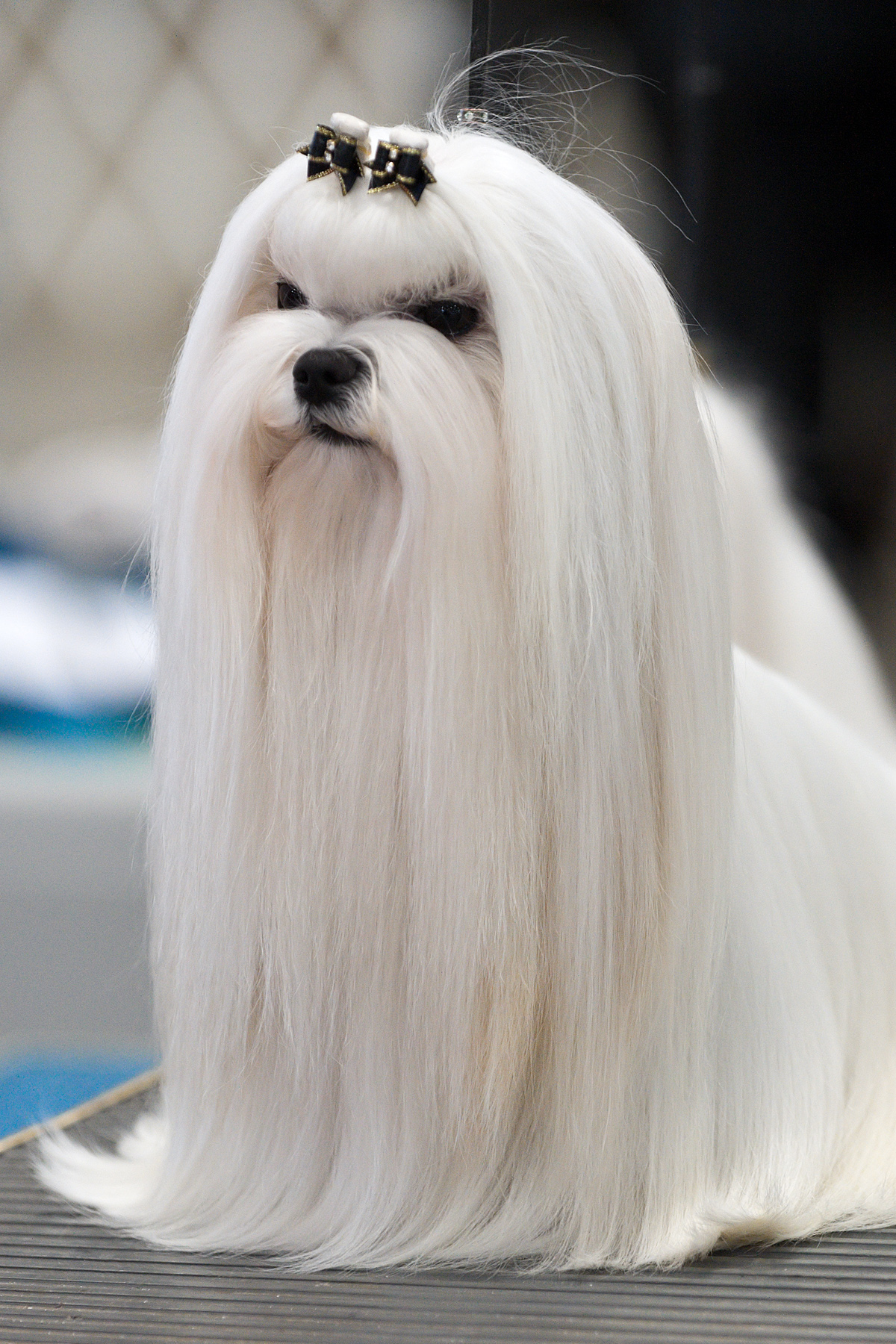
Cão maltês

Chamado cão de colo, o maltês pode chegar aos 25 cm na cernelha e pesar 4 kg. Sua pele é pigmentada de vermelho e preto, principalmente no dorso. Sua pelagem não possui subpelo, é densa, de textura sedosa e brilhante; alongada pelo corpo, permanece lisa da linha superior do tronco, que divide sua pelagem ao meio; em sua cabeça, é também longa e lisa, confundindo-se com a barba. A cor do maltês é característica: branca pura, variando ao máximo, para um marfim pálido. Caso um exemplar apresente, por exemplo, um laranja pálido, esta coloração é descrita como uma imperfeição, sendo portanto, indesejável. Entre os principais problemas que podem afetar sua saúde estão as alergias e a luxação da patela, quando a má formação do osso do joelho o faz deslocar-se, o que causa dor ao animal.
Desenvolvido desde o princípio para ser um canino de companhia, o maltês é capaz de adaptar-se facilmente a vida de seus donos, embora necessite de constante exercício. Descrito como incapaz de permanecer sozinho, é ainda interativo tanto com animais quanto com pessoas. Alerta, é ainda um cão de alarme eficiente. No ranking que lista a inteligência canina, o maltês ocupa a 59ª posição, o que pode refletir em relutância ao adestramento. Este cão é dócil, brincalhão, hipoalergênico (não solta pelos), late pouco e curioso.